# المؤتمر العالمي الأول للاتصالات من أجل التنمية
عقد المؤتمر العالمي الأول للاتصالات من أجل التنمية (WCCD) في مدينة روما بإيطاليا في الفترة من 25 إلى 27 من شهر أكتوبر لعام 2006.

## الهدف الرئيسي
استضاف هذا المؤتمر وزارة الخارجية الإيطالية وقام على تنظيمه البنك الدولي ومنظمة الأغذية والزراعة ومبادرة الاتصالات (Communication Initiative), ويهدف المؤتمر العالمي الأول للاتصالات من أجل التنمية إلى إعلام صناع السياسات وصانعي القرار بمدى فعالية الاتصالات من أجل التنمية في المساعدة في مواجهة تحديات التنمية الأكثر ضغطًا في عالم اليوم ويهدف المؤتمر كذلك إلى الترويج للإدماج المنهجي لسياسة الاتصالات من أجل التنمية وتطبيق ذلك. الاتصالات من أجل التنمية - كعملية للتواصل ومشاركة المعلومات وتعزيز التفاهم المشترك - تعد وسيلة فعالة للارتقاء بفعالية وكفاءة إجراءات التنمية وتقييم وتخفيف المخاطر السياسية والاجتماعية لتلك الإجراءات ولإقامة الملكية الاجتماعية والاستدامة.

## المشاركون
جمع المؤتمر العالمي الأول للاتصالات من أجل التنمية, الحدث الأول من نوعه، أكثر من 500 من صانعي السياسات والقائمين على التنمية وممثلين عن المنظمات غير الحكومية ومنظمات المجتمع المدني وأكاديميين وباحثين نشطين في هذا المجال. وتمكن الآلاف من مختلف أنحاء العالم من المشاركة عبر البث على الإنترنت والبث المباشر.

## التنظيم والهيكل التنظيمي
تصدرت منظمة الأغذية والزراعة والبنك الدولي هذا الحدث، وشارك أكثر من 75 مؤسسة رئيسية، من بينها شركاء متعددو الأطراف وثنائي الأطراف ومؤسسات إعلامية ومؤسسات أكاديمية وبحثية ومنظمات غير حكومية، للمساعدة في تنظيم المؤتمر. ويتشكل الهيكل الحاكم ثلاثي الأطراف من لجنة تسيير (لتقديم الإرشاد والتوجيهات العامة في التخطيط) ولجنة علمية (لمباشرة مراجعة الأوراق والدراسة الأساسية) واللجنة الاستشارية.

## نبذة عن المدعوين
المتحدثون الرئيسيون الحاصلون على جائزة نوبل، تمثيل عالٍ المستوى من الأمم المتحدة والبنك الدولي والسلطات الإيطالية، رموز عامة مرموقة، وزراء ومسئولين حكوميين من دول نامية، ممثلين عن جامعات دولية بارزة، وأكاديميين.

## الموضوعات الرئيسية والهيكل التنظيمي
تم تنظيم المؤتمر حول أربعة موضوعات شاملة وهي: الصحة والحكم والتنمية المستدامة ومعامل الاتصالات. في أثناء منتدى صانعي السياسات، تناقش سياسيون وصناع قرار بارزون وتجادلوا حول الفرص والعوائق التي يتخيلونها مقابل التوصيات المقدمة بشأن الاتصالات الأساسية في سياسات وبرامج التنمية.
أجرت اللجنة العلمية دراسة التوصيات الأساسية وتوصيات السياسة، وكانت تلك الدراسة محور المناقشات في منتدى صانعي القرار، ثم أضيفت إليها نتائج المنتدى وتم نشرها مع إجراءات وأوراق الجلسات.

## الشركاء من وسائل الإعلام
كان من بين شركاء وسائل الإعلام وكالة الأنباء إنتر برس سيرفيس -IPS وراي راديو تلفزيون إيطاليا (إيطاليا) وبي بي سي (المملكة المتحدة) وسي إن بي سي (ألمانيا). ومن بين القنوات الإعلامية الأخرى قناة الجزيرة (قطر) ورويترز وسي إن إن الإسبانية والعديد من الوسائل الإعلامية الكبرى في أمريكا اللاتينية؛ وشارك أيضًا في تغطية الحدث مراسلو الصحافة العالمية العاملون في روما إلى جانب الجرائد الإيطالية الكبرى. ولقد بثت قناة بي بي سي من موقع المؤتمر برنامجها الرئيسي "World Debate"، في حيث بثته قناة سي إن بي سي برنامج "Global Players".

## التوقعات
لقد أحدث هذا المؤتمر اهتمامًا كبيرًا جدًا في العالم أجمع، حيث تم تقديم ما يزيد عن 600 ورقة بحثية من خلال دعوة تقديم الأبحاث، وقام ما يزيد عن 1700 شخص بالتسجيل في موقع المؤتمر، بينما قام 600 ألف بزيارة الموقع وشارك ما يزيد عن ألفي شخص في المناقشات الإلكترونية التي سبقت المؤتمر حول الموضوعات والعناوين المتعلقة بالمؤتمر.

## كتابات أخرى
- World Congress on Communication for Development - Lessons, Challenges and the Way forward